# Heinrich Bulle (Archäologe)

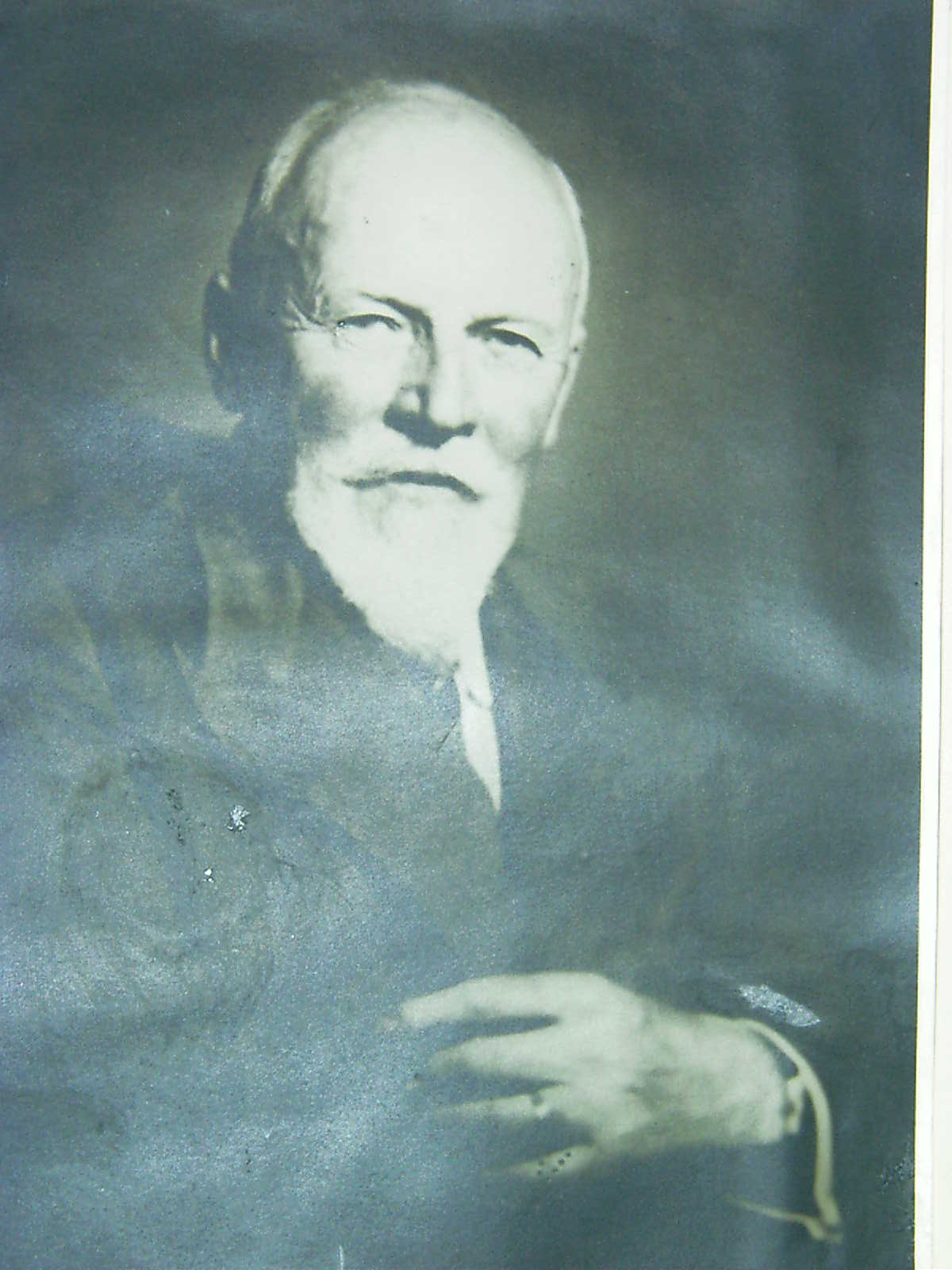
Heinrich Bulle (1939)

Heinrich Bulle (* 11. Dezember 1867 in Bremen; † 6. April 1945 in Kohlgrub, Landkreis Garmisch-Partenkirchen) war ein deutscher Klassischer Archäologe.

## Leben
Heinrich Bulle wurde als Sohn des Dompredigers Ernst Bulle und seiner Frau Lina, geborene Weismann geboren. Nach dem Besuch des Alten Gymnasiums in Bremen studierte er in Freiburg im Breisgau und vor allem in München Klassische Archäologie. In München war Heinrich Bulle der letzte Doktorand Heinrich Brunns, bei dem er 1893 mit seiner Arbeit Die Silene in der archaischen Kunst der Griechen promoviert wurde. 1893/94 war er Reisestipendiat des Deutschen Archäologischen Instituts, seit 1894 Assistent am Archäologischen Seminar in München. Dort habilitierte Bulle sich bei Adolf Furtwängler 1898 mit einer Abhandlung über griechische Statuenbasen.
Anschließend lehrte Heinrich Bulle 1898 bis 1902 vertretungsweise an der Universität Würzburg, erhielt 1902 einen Ruf als außerordentlicher Professor nach Erlangen und kehrte 1908 als ordentlicher Professor nach Würzburg zurück. Hier entfaltete er als Universitätslehrer, feinsinniger Forscher und Leiter der Antikensammlung des Martin von Wagner Museums auch noch nach seiner Emeritierung 1935 eine reiche Wirksamkeit.
Bei der Zerstörung Würzburgs im März 1945 verlor Bulle alle seine Bücher und Manuskripte.
Nach seinem Tod am 6. April 1945 wurde Heinrich Bulle auf dem Rochusfriedhof in Kohlgrub im Landkreis Garmisch-Partenkirchen begraben.

## Forschungen
Am bekanntesten wurde Heinrich Bulle durch sein zuerst 1898 erschienenes, in zweiter Auflage 1912 umgearbeitetes Werk Der schöne Mensch im Altertum (3. unveränderte Auflage 1922), das weiten Kreisen das Verständnis antiker Kunst, namentlich griechischer Plastik, erschlossen hat. Auch für Archäologen blieb das Buch mit seinem reichen Bildmaterial lange Zeit hindurch ein zuverlässiges Informationsmittel. Es wollte nicht eine Kunstgeschichte des Altertums im eigentlichen Sinne sein, verfolgte vielmehr die Absicht aufzuzeigen, in welcher Weise einzelne Themen der antiken Plastik behandelt und verändert worden sind.
Auch unter den kleineren Schriften Heinrich Bulles nehmen Themen zur griechischen Plastik den vornehmsten Platz ein: zum Beispiel Die samische Gruppe des Myron. In: Festschrift Paul Arndt (1925) 62 ff., Der Ostgiebel des Zeustempels zu Olympia. In: Jahrbuch des Deutschen Archäologischen Instituts 54 (1939) 137 ff., oder Zum Pothos des Skopas. In: Jahrbuch des Deutschen Archäologischen Instituts 56 (1941) 121 ff.
Ein zweites Gebiet, auf dem Heinrich Bulle als Forscher mit großem Erfolg gearbeitet hat, war die Geschichte des antiken Theaters. Hier suchte er durch die Interpretation der Denkmäler wie der erhaltenen Dramen eine anschauliche Vorstellung des Verlorenen zu gewinnen: Untersuchungen an griechischen Theatern, AbhMünchen 33 (1928); Das Theater zu Sparta, SBMünchen (1937); Eine Skenographie, Berliner Winckelmannsprogramm 94 (1934) und andere Veröffentlichungen.
Daneben hat Heinrich Bulle sich als Ausgräber bronzezeitlicher Siedlungen, insbesondere in Orchomenos (Böotien), einen Namen gemacht. Aber auch Provinzialrömisches hat sein Interesse gefesselt: Keltische Brautfahrt, etruskische Hadesfahrt und der genius cucullatus (ÖJh. 35 (1943) 138 ff.) oder Geleisestraßen des Altertums (SBMünchen (1947) H. 2.).
1913 erschien der erste Band des von ihm herausgegebenen Handbuchs der Archäologie.

## Schriften
- Der schöne Mensch im Altertum. 1898 (2., umgearbeitete Auflage 1912; 3. unveränderte Auflage 1922: Tafeln 1–160 und dahinter alle Erklärungen und Sachtexte; Tafeln 161–320: nur Tafeln, verkehrt herum gebunden).
- Orchomenos I. Die älteren Ansiedelungsschichten. Verlag der K. B. Akademie der Wissenschaften, München 1907 (Digitalisat).